# Nueva Ética
Nueva Ética ist eine Hardcore-Punk-Band aus Buenos Aires. Sie wird dem Buenos Aires Hardcore zugerechnet. Mitglieder der Band leben straight edge und vegan, was sich auf das Agieren der Band und auf ihre Texte auswirkt.

## Geschichte
Im Jahr 1998 gründeten die Sänger Mariano Punga, Beto Bulldog und Gerardo Macumbado, die beiden Gitarristen Javier Casas und Lisandro Pitbull, Bassist Javier Shana und Schlagzeuger Bruno Tuko die Band Nueva Ética.
Im Jahr 1999 veröffentlichte Nueva Etica die erste Demo-CD. In der brasilianischen Szene erspielte sich die Gruppe schnell einen guten Ruf und im Jahr 2002 konnte die Gruppe durch die Veröffentlichung des Debütalbums La Venganza De Los Justos auch Bekanntheit in Uruguay sowie in Chile erreichen. Die Gruppe unterschrieb einen Plattenvertrag mit New Eden Records (Nordamerika) und Alveran Records (Europa). Am 26. Mai 2006 erschien schließlich das zweite Album der Band unter dem Titel Inquebrantable. Dieses Album wurde von Tue Madsen, welcher bereits mit Sick of It All, The Haunted und Raunchy zusammengearbeitet hatte, abgemischt.
2007 tourten Nueva Ética durch Europa. Im Mai 2008 erschien das dritte Album über Vegan Records. Dieses trug den Namen Momento de la Verdad. Bereits im November desselben Jahres folgte 3L1T3 über Inmune Records und Alveran Records. Im März 2009 spielte Nueva Etica in Argentinien, Brasilien, Peru, Kolumbien und Costa Rica im Rahmen der 3L1T3 Tour Latinoamericano. Im August desselben Jahres tourte die Gruppe durch Europa. Auf dieser Tour spielte die Gruppe in Deutschland, Frankreich, Italien, Belgien, Polen, Österreich, Großbritannien und Spanien. Beim ersten Konzert dieser Tour wurde Nueva Ética von Death Before Dishonor unterstützt. Vom 2. bis 10. Mai 2009 tourten Nueva Ética durch Japan. Dort spielte die Gruppe in Kashima, Koriyama, Kōbe, Tokyo (zwei Auftritte), Niigata (zwei Auftritte) und Yokohama. Am 21. Mai 2009 folgte ein Konzert als Support der deutschen Band Caliban in Rosario. Gemeinsam mit Dar Sangre gab die Band am 27. Juni 2009 ein Konzert in Chile. 2009 spielten Nueva Ética auf dem belgischen Ieperfest.
Javier Casas arbeitet nebenbei als Produzent und hat bereits CDs für Dar Sangre und DENY produziert.

## Diskografie
- 1999: Momento de la Verdad (Kassette, Firme y Alerta Discos)
- 2002: La Venganza de los Justos (Firme y Alerta Discos)
- 2006: Inquebrantable (Alveran Records (Europa), New Eden Records (Nordamerika))
- 2008: Momento de la Verdad (Alveran Records, Vegan Records)
- 2008: 3L1T3 (Alveran Records, Inmune Records)